# Nikolaus Pfaff
Nikolaus Pfaff (* 8. März 1892 in Michelau in Oberfranken; † 23. Mai 1951 in Zella-Mehlis) war ein deutscher Lehrer und Politiker (KPD). Auch war er Freidenker und Antifaschist.

## Leben und Wirken
Pfaff nahm als Freiwilliger am Ersten Weltkrieg teil. Im Krieg wurde er zum Offizier befördert und schwer verwundet. Für das Jahr 1920 ist bezeugt, dass er bei der Einweihung eines Kriegsgefallenendenkmals als Kriegsgegner auftrat und die Toten als Opfer des Krieges beschrieb.
In der Weimarer Republik gehörte Pfaff der Kommunistischen Partei Deutschlands an. In Anlehnung an seinen Beruf als Lehrer war er deswegen auch als „Roter Schulmeister“ bekannt.
Von August 1929 bis September 1930 gehörte Pfaff dem Reichstag in Berlin als Abgeordneter für den Wahlkreis 12 (Thüringen) an. Sein Mandat erhielt er dabei nicht durch direkte Wahl, sondern als Ersatzmann von Emil Höllein, dem eigentlichen Inhaber des thüringischen Mandates, der im August 1929 verstorben war.

## Schriften
- Der Bessarabische Bauernaufstand von Tatar-Bunar, 1925. (zusammen mit Georg Stachovič) über den Aufstand von Tatarbunary